# Burgstall Jettenhausen
Der Burgstall Jettenhausen bezeichnet eine abgegangene Niederungsburg  etwa 150 Meter südlich der alten Pfarrkirche Mariä Geburt in Jettenhausen, einem heutigen Stadtteil von Friedrichshafen im Bodenseekreis in Baden-Württemberg.
In der Mitte des 14. Jahrhunderts wird eine Familie von Muris genannt und 1360 ein Ulrich Muris. 1364 verkaufte der Ritter Ulrich Muris den Bergfried und Güter an Konstanzer Bürger.
Von der ehemaligen Burganlage ist noch der Burghügel erhalten.